# Gary Formato

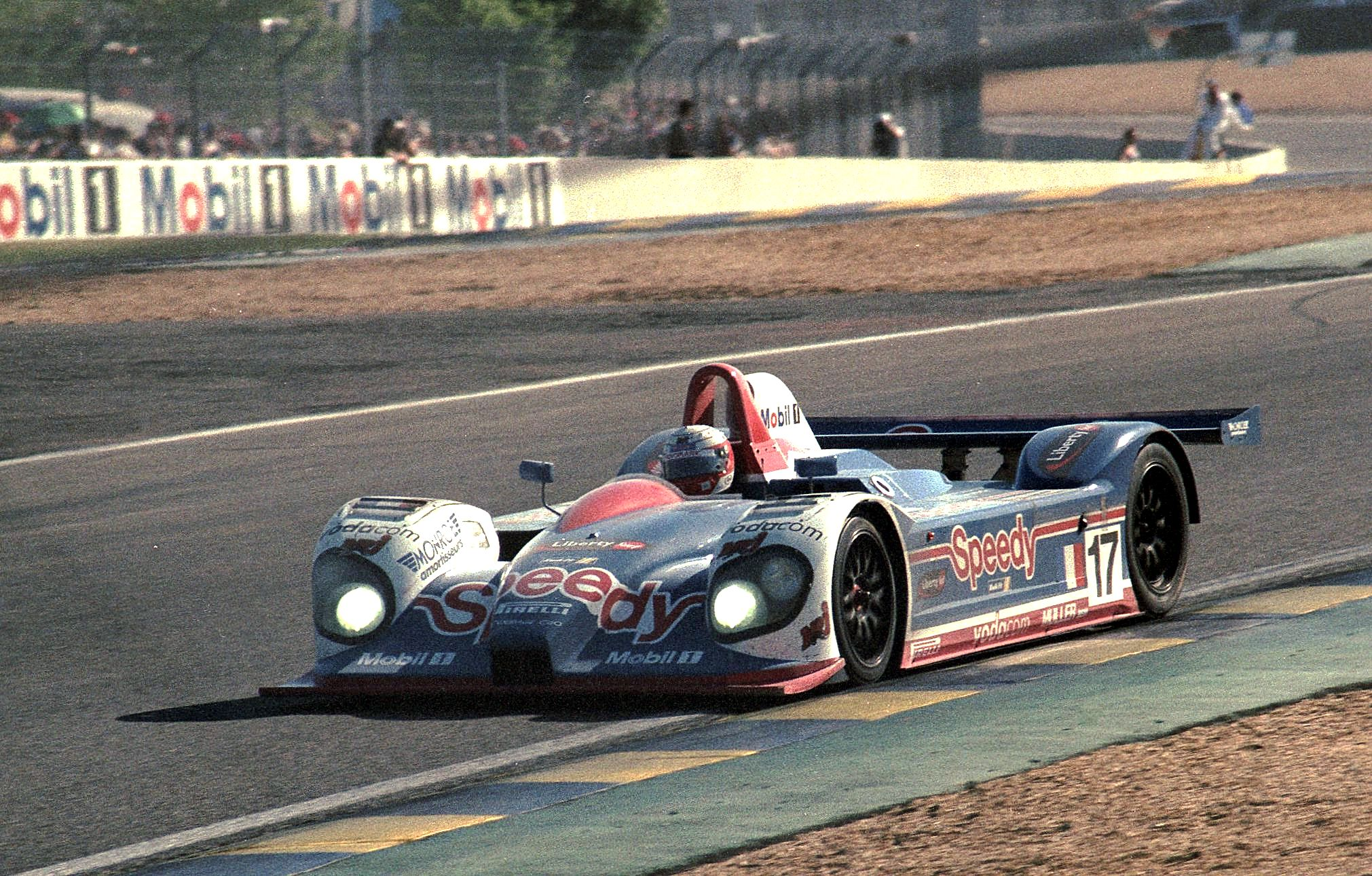
Der von Gary Formato gefahrene Courage C60 beim 24-Stunden-Rennen von Le Mans 2000

Gary Formato (* 19. November 1974 in Johannesburg) ist ein ehemaliger südafrikanischer Autorennfahrer.

## Karriere als Rennfahrer
Gary Formato kam nach seinen Anfängen im südafrikanischen Monopostosport 1995 nach Europa, um in der Internationalen Formel-3000-Meisterschaft an den Start zu gehen. Formato war Teamkollege von Christian Pescatori bei der italienischen Durango Equipe. Meisterschaftspunkte erreichte er bei seinen acht Rennstarts nicht.
Ab 1998 bestritt Formato Sportwagenrennen. Er siegte zweimal beim 2:30-Stunden-Rennen von Kyalami. 1998 gemeinsam mit Jérôme Policand auf einem Riley & Scott Mk III und 2000 mit Partner Ralf Kelleners auf einem Lola B98/10. Einen weiteren Erfolg feierte er mit Mauro Baldi beim 500-km-Rennen von Monza 2000. Dreimal war Formato beim 24-Stunden-Rennen von Le Mans am Start. Alle drei Einsätze endeten nach technischen Defekten an den Einstsatzwagen vorzeitig.
Bis zum Ablauf der Saison fuhr er Rennen im südafrikanischen Tourenwagensport und trat dann vom aktiven Rennsport zurück.

## Statistik

### Le-Mans-Ergebnisse
| Jahr | Team                 | Fahrzeug               | Teamkollege    | Teamkollege      | Platzierung | Ausfallgrund |
| ---- | -------------------- | ---------------------- | -------------- | ---------------- | ----------- | ------------ |
| 1999 | Riley & Scott Europe | Riley & Scott Mk III/2 | Philippe Gache | Olivier Thévenin | Ausfall     | Motorschaden |
| 2000 | SMG Compétition      | Courage C60            | Philippe Gache | Didier Cottaz    | Ausfall     | Aufhängung   |
| 2001 | Panoz Motorsports    | Panoz LMP07            | Jamie Davies   | Klaus Graf       | Ausfall     | Motorschaden |